# Іствуд Таун
ФК «Іствуд Таун» (англ. Eastwood Town Football Club) — колишній англійський футбольний клуб з міста Іствуд, заснований 1953 року та розформований у 2014 році. Виступав у Північній Прем'єр-лізі. Домашні матчі приймав на стадіоні «Коронейшн Парк», потужністю 5 000 глядачів.